# Ричардсон, Уильям (астроном)
Уильям Ричардсон (англ. William Richardson, 1796 -?) — британский астроном, лауреат Золотой медали Королевского астрономического общества. Его биографических данных почти не сохранилось. Известно, что он в 1824 −1845 годах работал в Гринвичской обсерватории на должности ассистента. Был вынужден уйти в отставку с этого поста в результате скандала, а позже предстал перед судом по обвинению в убийстве, но был оправдан.